# Mohegan (langue)
Cet article concerne la langue mohegan. Pour le peuple mohegan, voir Mohegan.
Le mohegan est une langue algonquienne éteinte. Elle est à distinguer linguistiquement du mohican dont elle est pourtant parente. Le mohegan était parlé par plusieurs peuples dont les Mohegans, les Pequots, les Montauks et les Niantics. Le narragansett est parfois classé comme un dialecte du mohegan ou du massachusett.
Les peuples Mohegans et Pequots tentent activement de faire revivre leur langue commune en utilisant l'ensemble des écrits à son propos.

## Possession
Le possessif s'exprime par des préfixes. 
- n- ou nu- signifie « mon, ma »
- k- ou ku- signifie « ton, ta »
- w- ou wu- signifie « son, sa », il est à noter que pour les mots animés le possessif s'exprime aussi en ajoutant un -a à la fin. Ce n'est pas le cas pour les mots inanimés[réf. nécessaire].

## Vocabulaire
- nuqut : un
- nis : deux
- shwi : trois
- páyaq : dix
- náhtiá : chien
- Kisusq : Soleil
- Wiyon : Lune